# 韩国大奖赛
韩国大奖赛（韓語：코리아 그랑프리）是一級方程式賽車比賽其中一個分站。第一届韩国大奖赛于2010年10月24日在韩国全罗南道靈巖郡的韩国国际赛道舉行，在2013年韩国大奖赛后不再举办。

## 历史
2006年，一级方程式管理公司总裁兼首席执行官伯尼·埃克莱斯顿和韩国全罗南道政府签署协议，将于2010年起举办韩国大奖赛。
韩国大奖赛出现在2010年的赛历中。2009年12月，赛事组织方宣称赛道将于2010年7月5日竣工。尽管赛道延期完工，FIA还是在10月11日检查赛道，并于次日由赛事总监查理·怀汀验收通过。

### 取消
2011年韩国大奖赛就已经出现了严重的亏损，韩方花费了5200万英镑（含3500万英镑的办赛费和电视版权费），但收入只有1600万英镑。赛事主办方曾呼吁降低办赛费用但被拒绝。
2014赛季的初期赛历列出了韩国大奖赛的临时日期，但在2014年的最终赛历中被删去。
最初，该比赛未包括在2015年临时赛历中，但2014年12月发布的新版赛历中，韩国大奖赛的举办日期为2015年5月3日。12月12日，伯尼·埃克莱斯顿表示，出于法律原因，必须将韩国大奖赛添加到2015年赛历中。然而因为组织者无意举办，韩国大奖赛最终仍被国际汽联从赛历中删除。

## 冠軍

### 多次夺冠车手
| 次数 | 车手              | 年度             |
| ---- | ----------------- | ---------------- |
| 3    | 塞巴斯蒂安·维特尔 | 2011、2012、2013 |

### 多次夺冠车队
| 次数 | 车队 | 年度             |
| ---- | ---- | ---------------- |
| 3    | 红牛 | 2011、2012、2013 |

### 歷屆冠軍
| 年份 | 車手              | 車隊      | 報告 |
| ---- | ----------------- | --------- | ---- |
| 2013 | 塞巴斯蒂安·维特尔 | 紅牛–雷諾 | 报告 |
| 2012 | 塞巴斯蒂安·维特尔 | 紅牛–雷諾 | 报告 |
| 2011 | 塞巴斯蒂安·维特尔 | 紅牛–雷諾 | 报告 |
| 2010 | 费尔南多·阿隆索   | 法拉利    | 报告 |